# Halictus petraeus
Halictus petraeus är en biart som beskrevs av Blüthgen 1933. Halictus petraeus ingår i släktet bandbin, och familjen vägbin. Inga underarter finns listade i Catalogue of Life.